# Amarante des rochers
Lagonosticta sanguinodorsalis
Espèce
Statut de conservation UICN

 LC  : Préoccupation mineure
L’Amarante des rochers (Lagonosticta sanguinodorsalis) est une espèce de passereau de la famille des Estrildidae.

## Répartition
Cet oiseau est endémique du plateau de Jos (nord du Nigeria).